# زوفاهای بزرگ
زوفاهای بزرگ (نام علمی: Agastache) نام یک سرده از خانواده نعنائیان است.